# Tomosvaryella verrucula
Tomosvaryella verrucula är en tvåvingeart som beskrevs av Kuznetzov 1993. Tomosvaryella verrucula ingår i släktet Tomosvaryella och familjen ögonflugor.
Artens utbredningsområde är Kazakstan. Inga underarter finns listade i Catalogue of Life.